# Грінсборо (Меріленд)
Грінсборо (англ. Greensboro) — місто (англ. town) в США, в окрузі Керолайн штату Меріленд. Населення — 1919 осіб (2020).

## Географія
Грінсборо розташоване за координатами 38°58′33″ пн. ш. 75°48′32″ зх. д. / 38.97583° пн. ш. 75.80889° зх. д. (38.975709, -75.808879).  За даними Бюро перепису населення США в 2010 році місто мало площу 2,72 км², уся площа — суходіл.

## Демографія
Згідно з переписом 2010 року, у місті мешкала 1931 особа в 703 домогосподарствах у складі 477 родин. Густота населення становила 709 осіб/км².  Було 798 помешкань (293/км²).
Расовий склад населення:
| - 75,8 % — білих - 13,6 % — чорних або афроамериканців - 1,4 % — вихідців з тихоокеанських островів - 0,9 % — корінних американців - 0,8 % — азіатів - 4,0 % — осіб інших рас |

До двох чи більше рас належало 3,6 %. Частка іспаномовних становила 9,4 % від усіх жителів.
За віковим діапазоном населення розподілялося таким чином: 30,0 % — особи молодші 18 років, 60,2 % — особи у віці 18—64 років, 9,8 % — особи у віці 65 років та старші. Медіана віку мешканця становила 30,2 року. На 100 осіб жіночої статі у місті припадало 86,8 чоловіків;  на 100 жінок у віці від 18 років та старших — 84,6 чоловіків також старших 18 років.
Середній дохід на одне домашнє господарство  становив 59 786 доларів США (медіана — 50 511), а середній дохід на одну сім'ю — 63 618 доларів (медіана — 46 979). Медіана доходів становила 45 972 долари для чоловіків та 30 536 доларів для жінок. За межею бідності перебувало 13,2 % осіб, у тому числі 18,3 % дітей у віці до 18 років та 11,3 % осіб у віці 65 років та старших.
Цивільне працевлаштоване населення становило 922 особи. Основні галузі зайнятості: освіта, охорона здоров'я та соціальна допомога — 31,8 %, роздрібна торгівля — 14,1 %, будівництво — 10,8 %, виробництво — 9,0 %.